# Schulstraße 13 (Ueckermünde)

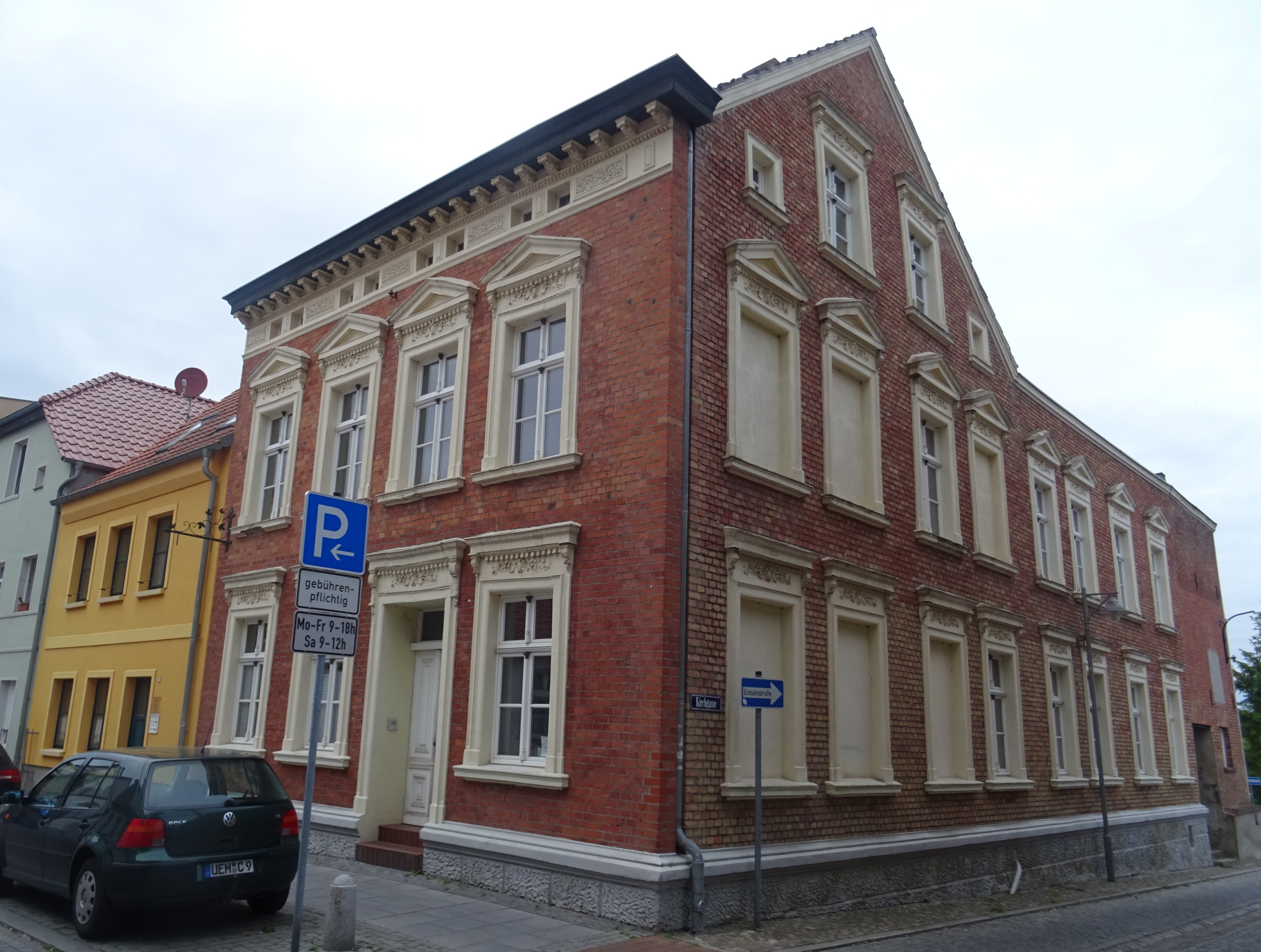
Schulstraße 13

Das Wohn- und Geschäftshaus Schulstraße 13 in Ueckermünde (Mecklenburg-Vorpommern) an der Ecke Kirchgasse stammt aus dem 19. Jahrhundert. Das Gebäude steht unter Denkmalschutz.

## Geschichte
Die Stadt Ueckermünde mit 8472 Einwohnern (2020) wurde 1178 als Ucramund erstmals erwähnt.
Das zweigeschossige verklinkerte historisierende Eckgebäude im Stil des Neoklassizismus mit einem Satteldach über einem verzierten markanten Kraggesims, dem Mezzaningeschoss und dem seitlichen dreigeschossigen Giebel ist ein gutes Beispiel für Bauwerke aus der Gründerzeit. Das Haus wurde 2003 nach Plänen von Torsten Brösemann saniert. Hier war die Gaststätte Athena und ist heute eine Kanzlei.